# Mahla Momenzadeh
Mahla Momenzadeh, née le 15 septembre 2002, est une taekwondoïste iranienne.

## Biographie
Momenzadeh fait ses débuts en tant que cadette en 2014 en remportant la médaille d'or des -29 kg des Championnats du monde junior à Bakou (Azerbaïdjan), titre qu'elle conserve deux ans plus tard lors des Championnats à Muju (Corée du Sud) dans la catégorie des -33 kg cette fois. Elle est également championne d'Asie junior en -33 kg à Taipei (Taïwan) en 2015.
Lors de sa période en tant que junior, elle est médaillée d'argent lors des Championnats d'Asie juniors à Atyraw (Kazakhstan) en 2017 dans la catégorie des moins de 44 kg.
Aux Championnats du monde de taekwondo 2019 à Manchester (Royaume-Uni), qui est sa première participation dans la catégorie adulte, elle remporte la médaille d'argent dans la catégorie des poids fin (-46 kg) derrière la Sud-coréenne Sim Jae-young. Elle devient alors la deuxième Iranienne à remporter une médaille mondiale en taekwondo.